# أرلي بيترز
أرلي أوزوالد بيترز (بالإنجليزية: Arlie Petters)، حاصل على رتبة الإمبراطورية البريطانية (ولد في 8 فبراير عام 1964) فيزيائي رياضي أمريكي من أصل بليزي، ويشغل منصب بروفيسور بنجامين في الرياضيات وبروفيسور في الفيزياء والاقتصاد في جامعة ديوك. يعد بيترز أحد مؤسسي علم الفلك الرياضي، الذي يركز على المشاكل المرتبطة بالتفاعل بين الجاذبية والضوء، ويوظف أدوات من الفيزياء الفلكية، وعلم الكونيات، والنسبية العامة، وفيزياء الطاقة العالية، والهندسة التفاضلية، والمتفردات، ونظرية الاحتمال. طورت نظريته «نظرية التفرد والمفعول العدسي التثاقلي» نظرية رياضية حول المفعول العدسي التثاقلي. كان بيترز أيضًا عميد الشؤون الأكاديمية لكلية ترينيتي للفنون والعلوم، ونائب معاون مساعد للتعليم الجامعي في جامعة ديوك بين عامي 2016 و2019.

## سيرته
ترعرع بيترز في كنف جدّيه ضمن مجتمع ريفي في دانغريغا، بليز (عُرفت سابقًا باسم بلدة ستان كريك، هندوراس البريطانية). هاجرت والدته إلى بروكلين، نيويورك، وتزوجت من مواطنة أمريكية، لينضم أرلي إليهما في الرابعة عشر من عمره.
حصل بيترز على درجة مزدوجة في الرياضيات والفيزياء من كلية هنتر، جامعة مدينة نيويورك عام 1986 بأطروحة تحت عنوان «النظرية الرياضية للنسبية العامة»، وبدأ دراسته في معهد ماساتشوستس للتكنولوجيا في قسم الرياضيات في نفس العام. بعد عامين من دراسات الدكتوراه، أصبح باحثًا ضمن برنامج التبادل في قسم الفيزياء بجامعة برينستون غيابيًا من معهد ماساتشوستس للتكنولوجيا. حصل بيترسون على شهادة الدكتوراه في الرياضيات عام 1991 تحت إشراف المستشارين برترام كوبرس (معهد ماساتشوستس للتكنولوجيا) وديفيد سبيرغل (جامعة برينستون). بقي في معهد ماساتشوستس للتكنولوجيا لمدة عامين مدرّسًا للرياضيات البحتة بين عامي 1991 و1993 ثم التحق بالكلية في جامعة برينستون في قسم الرياضيات. كان أستاذًا مساعدًا في جامعة برينستون لمدة خمس سنوات (1993 – 1998) قبل الانتقال إلى جامعة ديوك.
أبرزت عديدٌ من وسائل الإعلام أرلي ومنحه، شملت صحيفة نيويورك تايمز، ونوفا، وذا هيستوري ميكرز (أرشيف رقمي للتاريخ الشفهي يضم الأمريكيين من أصل أفريقي ويُحتفظ به في مكتبة الكونغرس)، وبيغ ثينك، ومنفذ أخبار جامعة ديوك، وذا كرونيكل.

## بحثه
يُعرف بيترز بعمله في النظرية الرياضية حول المفعول العدسي التثاقلي.
خلال فترة السنوات العشر بين عامي 1991 و2001، طوّر بيترز نظرية رياضية حول الإنحراف الضعيف للمفعول العدسي التثاقلي، بدءًا بأطروحته للدكتوراه في معهد ماساتشوستس للتكنولوجيا عام 1991 بعنوان «التفرد وعدسة الجاذبية». في سلسلة من الأوراق البحثية، حلل هو وشركاؤه مجموعة من المشاكل النظرية في نظرية الإنحراف الضعيف للمفعول العدسي التثاقلي حول عدّ الصور، وصور النقطة الثابتة، وتكبير الصور، وتأخير وقت الصورة، والهندسة المحلية للمحارق، والهندسة العالمية للمحارق، والواجهات الموجية، والأسطح المحرقية، والتصفح المحرقي. بلغ عمله أوجه في كتابه بعنوان «نظرية التفرد والمفعول العدسي التثاقلي» (سبرينغر 2012)، الذي اشترك في تأليفه مع هارولد ليفين وجواكيم وامبانز. ذلك الكتاب الذي تناول السؤال: «ما هو الكون؟»، خلق بشكل مترابط بانتظام إطارًا من الاستقرار والعمومية لمستوي-كيه في المفعول العدسي التثاقلي. ارتكز الكتاب على أدوات قوية من نظرية التفرد ووضع موضوع الانحراف الضعيف للمفعول العدسي التثاقلي في مستوي-كيه على أساس رياضي دقيق وموحد.
في أعقاب مجموعة من العمل العدسي الرياضي بين عامي 1991 و2001، تحول بيترس إلى مسائل أكثر تعلقًا بالمفعول العدسي في الفيزياء الفلكية بين عامي 2002 و2005. بالتعاون مع علماء في الفلك، طبّق بعضًا من النظرية الرياضية في إيه بي 13 للمساعدة في تطوير اختبار تشخيص عملي لوجود هياكل فرعية مظلمة في المجرات التي تحني ضوء الكوازارات (النجوم الزائفة)؛ أي يقوم بتصنيف منحنيات علم القياسات الفلكية المحلي (سنترويد) والقياس الضوئي الفلكي لمصدر متوسّع عندما يمر ويطوي ويعتب محارق العدسة بسبب العدسات؛ متكهنًا بشكل المنحنى الكمي الفلكي القياسي الناتج عن عدسات المجرة الثنائية.